# Młyny (Białoruś)
Młyny (biał. Млыны, Młyny; ros. Млыны, Młyny) – wieś na Białorusi, w obwodzie brzeskim, w rejonie kamienieckim, w sielsowiecie Widomla, nad Leśną.

## Historia
W XIX i w początkach XX w. położone były w Rosji, w guberni grodzieńskiej, w powiecie brzeskim, w gminie Ratajczyce.
W dwudziestoleciu międzywojennym leżały w Polsce, w województwie poleskim, w powiecie brzeskim, w gminie Ratajczyce. W 1921 miejscowość liczyła 41 mieszkańców, zamieszkałych w 8 budynkach, wyłącznie Białorusinów wyznania prawosławnego.
Po II wojnie światowej w granicach Związku Sowieckiego. Od 1991 w niepodległej Białorusi. 7 września 2006 zostały przeniesione z sielsowietu Ratajczyce do sielsowietu Widomla.